# Fahrzeugkonzept
Ein Fahrzeugkonzept ist ein technischer Begriff, mit dem die grundlegenden Maße und Eigenschaften eines Fahrzeugs beschrieben werden. Der Zweck des Fahrzeugs ist für die technische Auslegung eine der Vorgaben, aber ohne Belang in Bezug auf das, was darin beschrieben wird, ebenso umfasst der Begriff des Fahrzeugkonzepts alle denkbaren Antriebsarten. Es wird zumeist verwendet als Begriff in der Serienentwicklung von in Serie gefertigten Fahrzeugen, kann aber prinzipiell auch für jede Art von Flugzeugen oder Schiffen genutzt werden.

## Beschreibung
Das Fahrzeugkonzept beschreibt die grundlegenden Maße, Dimensionen und Funktionen eines Fahrzeugs. Meist wird dies heute in einem CAD-System abgebildet. Dabei haben die Konzeptentwickler die Vorgaben der Zulassung zu berücksichtigen. Dies sind beispielsweise Mindestbedingungen für die Sicht der Fahrerin oder des Fahrers auf die Straße oder auf Ampeln. Das sind Rahmenbedingungen, die zusammen mit der gewünschten Bedienbarkeit zum Einstiegskomfort oder den Sitzauslegungen die Maßkette im Fahrzeug bestimmen. Die dabei benutzen Ergonomie-Maßmodelle sind zumeist die 50-perzentil Frau und der 95-perzentil Mann für Fahrzeuge im Bereich der StVZO. Soll ein Fahrzeugkonzept eine spezielle Zielgruppe (etwa Kinder) abdecken, wird ein entsprechend anderes Ergonomie-Maßmodell genommen.
Weitere grundlegende gesetzliche Anforderungen sind die Crashnormen. Diese beeinflussen die Festlegung der Lastpfade, also den Weg den die Kraft bei einem Fahrzeugaufprall durch die Karosserie nimmt, wesentlich. Auch beispielsweise Normen zum Fußgängerschutz beeinflussen das Konzept, weil dazu je nach Motorraum eine höhere Motorhaube notwendig wird, um die geforderten Nachgiebigkeiten zu erreichen.
Nicht zum Fahrzeugkonzept gehörig sind dagegen alle Normen, die die Abgasqualitäten und Geräuschemissionen oder ähnliche Eigenschaften im Fahrzeug betreffen. Dies wird in der Entwicklung der einzelnen Bauteile (wie Motor, Räder etc.) bearbeitet. Die Festlegung des Fahrzeugkonzepts wird davon aber nicht beeinflusst.

## Geschichte
Personenkraftwagen haben fast ausnahmslos selbsttragenden Karosserien und können so sehr viel leichter und kompakter gebaut werden. Früher wurden Fahrzeuge zum größten Teil mit Leiterrahmen aufgebaut, die im Prinzip schon ohne Karosserie allein fahrbereit waren. Auf diese wurden dann, teilweise von kleinen Karosseriebauern gefertigte, Karosserien aufgesetzt.
Diese Bauweise findet sich heute noch bei LKW ab etwa 3,5 t zGG, und auch bei den sogenannten Pick-Ups, die zumeist auch als Nutzfahrzeuge gelten.

## Anwendungsbeispiele
Grundlegende Auswirkungen haben bei heutigen Personenkraftwagen bislang die Motoren und die anhängenden Getriebe. Um die Komplexität immer neuer Fahrzeugkonzeptvarianten zu reduzieren, gibt es so im Volkswagen-Konzern zwei grundlegend unterschiedliche Baukästen: Den Modularen Längsbaukasten (MLB) und den Modularen Querbaukasten (MQB). Der Unterschied besteht in der Lage des Motors, einmal ist er längs eingebaut, die Kurbelwelle ist in Fahrtrichtung angeordnet und zum anderen ist es der Quermotor, bei der die Zahl der Zylinder durch die Fahrzeugbreite begrenzt ist, und der deshalb zumeist in kleineren und mittleren Baureihen verwendet wird. Auch beim Hersteller BMW ist eine modulare Nutzung der Motoren mit den Getrieben gegeben. Die verschiedenen Motoren sind bislang immer Längsmotoren und werden so zum Teil vom 1er bis zum 7er eingebaut. Ein grundsätzliches neues Fahrzeugkonzept realisiert BMW dagegen im BMW i3. Hier ist das Fahrzeug quasi zweigeteilt in einen tief liegenden Fahrschemel mit dem sehr kompakten Elektromotor in Einheit mit der Leistungselektronik und dem Differentialgetriebe auf der Hinterachse und einem Batteriekasten in der Wagenmitte im ideal tiefen Einbaupunkt, und dazu einer aufgesetzten crashfesten Leichtbaustruktur aus kohlenstofffaserverstärktem Kunststoff.
Ein Beispiel für die Bedeutung des Fahrzeugkonzepts sind die sogenannten Konzeptfahrzeuge der verschiedenen Automobilhersteller, die als Einzelstücke für die großen Automobilmessen entwickelt und gebaut werden. Mit solchen Fahrzeugen testen die Hersteller, ob ihre Konzeptideen auch die Kunden ansprechen und erfolgreich verkauft werden könnten. Bei diesen Fahrzeugen haben die Entwickler weniger Restriktionen, sondern können frei denken, wie es sein könnte. Dabei werden Fahrzeuge präsentiert, die sehr nah an der Serie sind, oder aber „Traumwagen“, die weitgehend ohne Restriktionen geplant und für eine Serienfertigung zu teuer oder zu unpraktisch sind.

## Ausbildung
Als grundlegende Festlegung für die Entwicklung von Fahrzeugen ist das Fahrzeugkonzept auch zentraler Inhalt von Studiengängen im Bereich der Ingenieurwissenschaften, vor allem dem Maschinenbau oder Automobilbau, aber auch beim Fahrzeugdesign. Es ist Teil der Studien- und Arbeitsprogrammen an verschiedenen Lehrstühlen, Instituten und Ausbildungsstätten.